# Andrej Bajuk

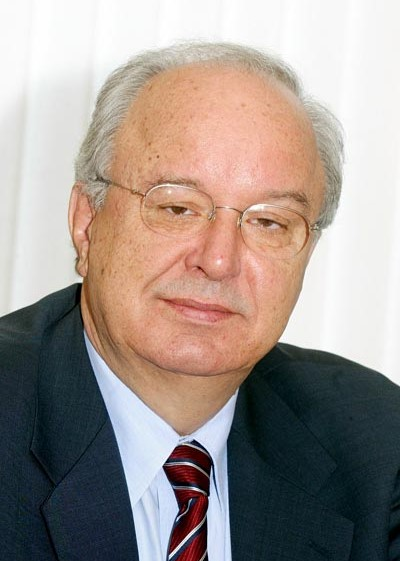

Andrej Bajuk (18 de outubro de 1943 - Liubliana, 16 de agosto de 2011) foi um político e economista esloveno. Ele ocupou o cargo brevemente de primeiro-ministro da Eslovênia no ano de 2000, e Ministro da Economia no governo de centro-direita de Janez Janša entre 2004 e 2008. Bajuk foi ainda o fundador e primeiro presidente do partido democrata-cristão chamado Nova Eslovênia.